# Родительский суд
Родительский суд (исп. El juicio de los padres) — мексиканская драматическая 30-серийная теленовелла 1960 года производства Telesistema Mexicano.

## Краткое повествование
Телесериал посвящён очень знатному дону, который хочет свою дочь выдать замуж за состоятельного мужчину, но та влюбляется в бедного мужчину, потому что знала его уже давно. Отец дочери воспротивился браку с бедняком, но узнав его поближе дал согласие на брак.

## Создатели телесериала

### В ролях
- Хосе Гальвес
- Вирхиния Мансано
- Фредди Фернандес "Эль Пичи"
- Сильвия Суарес
- Луис Баярдо
- Дасия Гонсалес
- Анхель Гараса